# Cypripedium
Cypripedium L. 1753 è un genere di piante angiosperme monocotiledoni appartenenti alla famiglia delle Orchidacee.

## Etimologia
Il nome del genere deriva da due parole greche: ”Kypris” (uno dei nomi di Afrodite usati dalle popolazioni di Cipro) e ”pedilion” (= calzatura o sandalo) e fa riferimento alla particolare forma del labello.

## Descrizione

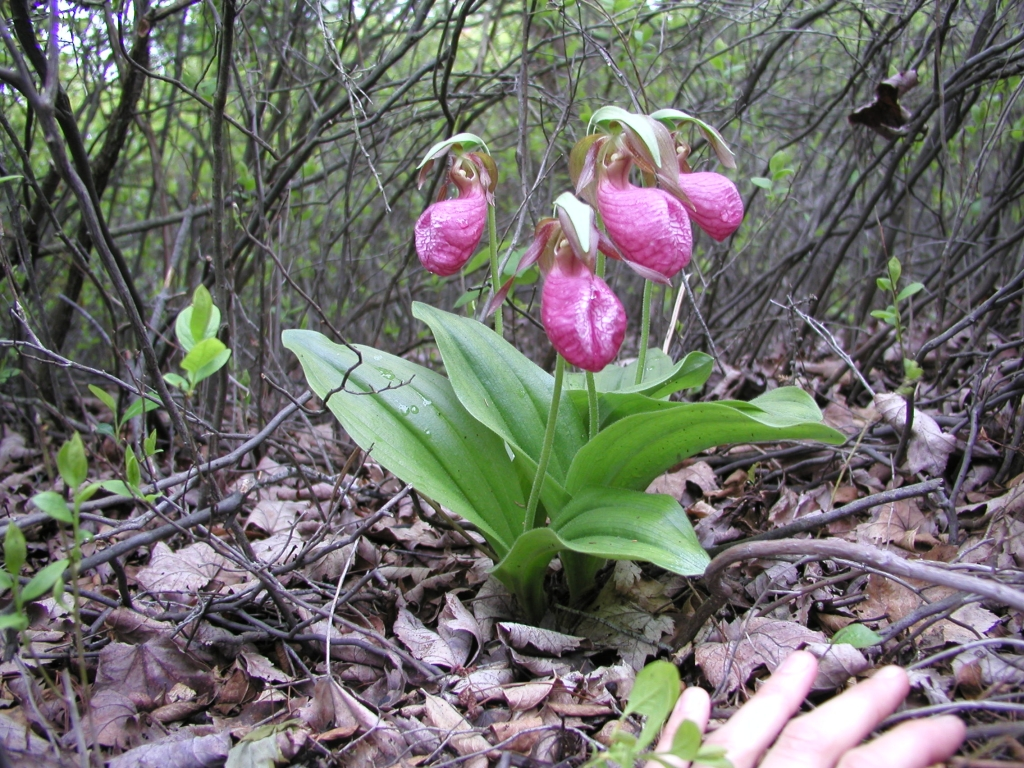
Il portamento (Cypripedium acaule)

I dati morfologici si riferiscono soprattutto alle specie europee e in particolare a quelle spontanee italiane.
Sono piante alte mediamente 50 cm. La forma biologica prevalente è geofita rizomatosa (G rhiz), ossia sono piante perenni dotate di rizoma, un fusto sotterraneo dal quale, ogni anno, si dipartono radici e fusti aerei.  Sono orchidee terrestri in quanto contrariamente ad altre specie, non sono “epifite”, ossia non vivono a spese di altri vegetali di maggiori proporzioni.

### Radici
Le radici sono secondarie da rizoma.

### Fusto
- Parte ipogea: la parte sotterranea del fusto consiste in un rizoma rampante, ramificato e squamoso; può essere breve o lungo e strisciante.
- Parte epigea: la parte aerea del fusto può essere ridotta o allungata e fogliosa; è cilindrica e pubescente o glabra.

### Foglie
Le foglie sono di due tipi:

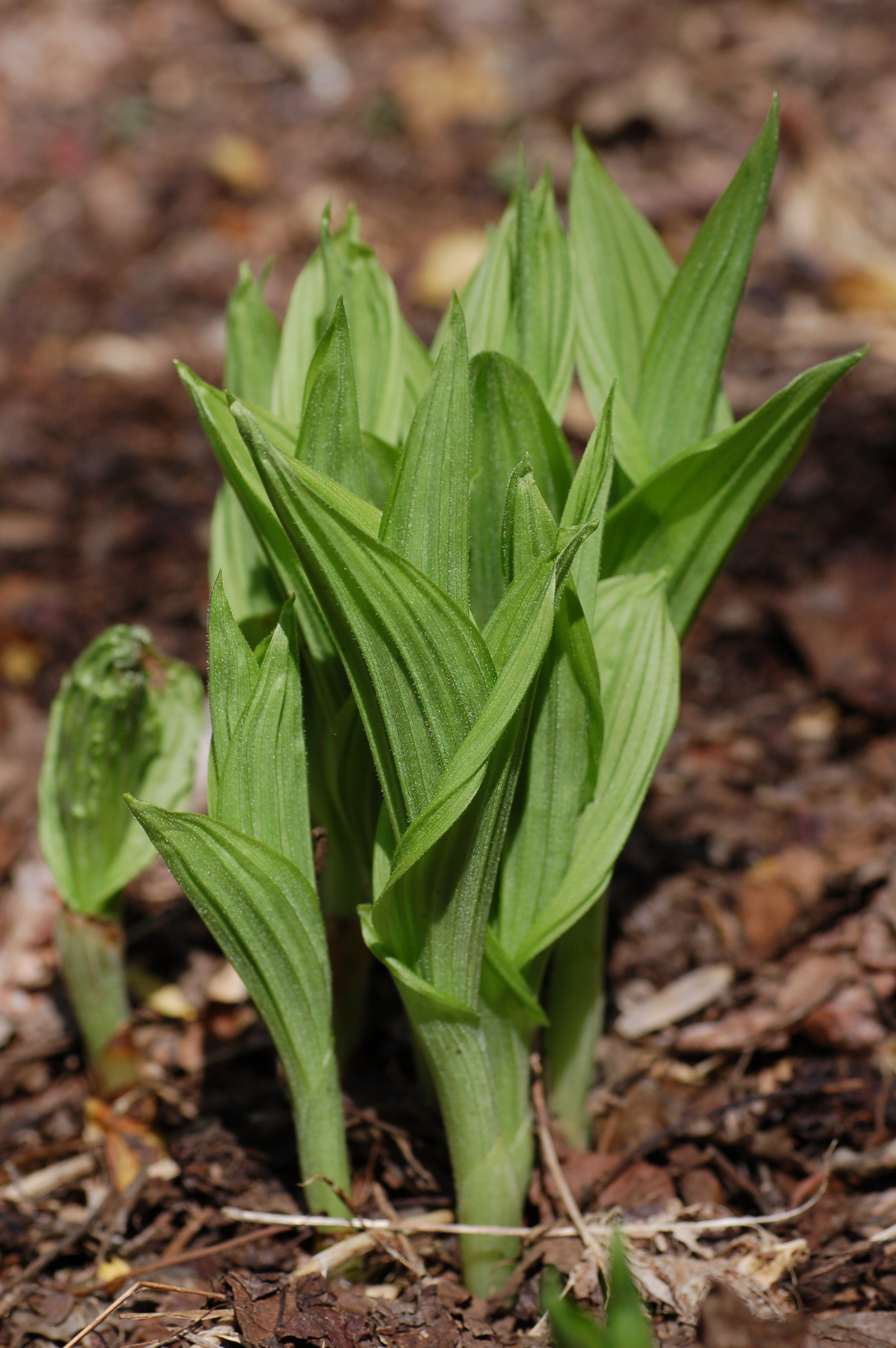
Le foglie (Cypripedium parviflorum var. pubescens)

- foglie più o meno radicali (generalmente due foglie) a forma ovato-oblunga, dotate di numerose nervature parallele longitudinali (3 – 5 nervature sono più prominenti delle altre specialmente sulla pagina inferiore);
- foglie cauline più o meno oblunghe anche queste, glabre o vellutate; sono a disposizione distica e guainante il fusto.

Nelle zone temperato-fredde le foglie sono decidue, mentre nei paesi tropicali sono persistenti.

### Infiorescenza

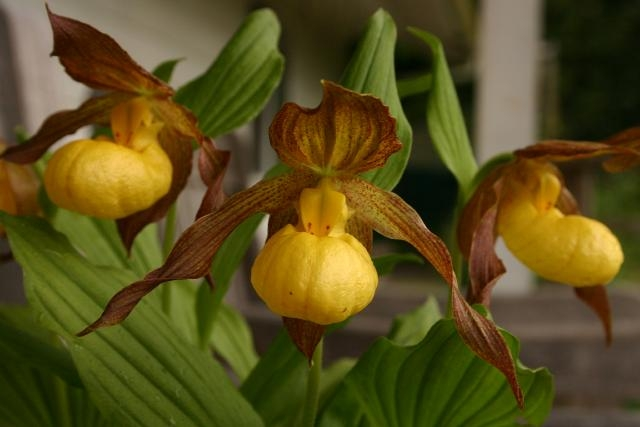
Infiorescenza (Cypripedium parviflorum var pubescens)

L'infiorescenza è formata da un solo grande e vistoso fiore (vi sono alcune specie con più fiori per scapo). I fiori sono resupinati, ruotati sottosopra tramite torsione dell'ovario; in questo caso il labello è volto in basso. Alla base del peduncolo del fiore sono presenti delle brattee di tipo fogliaceo.

### Fiori

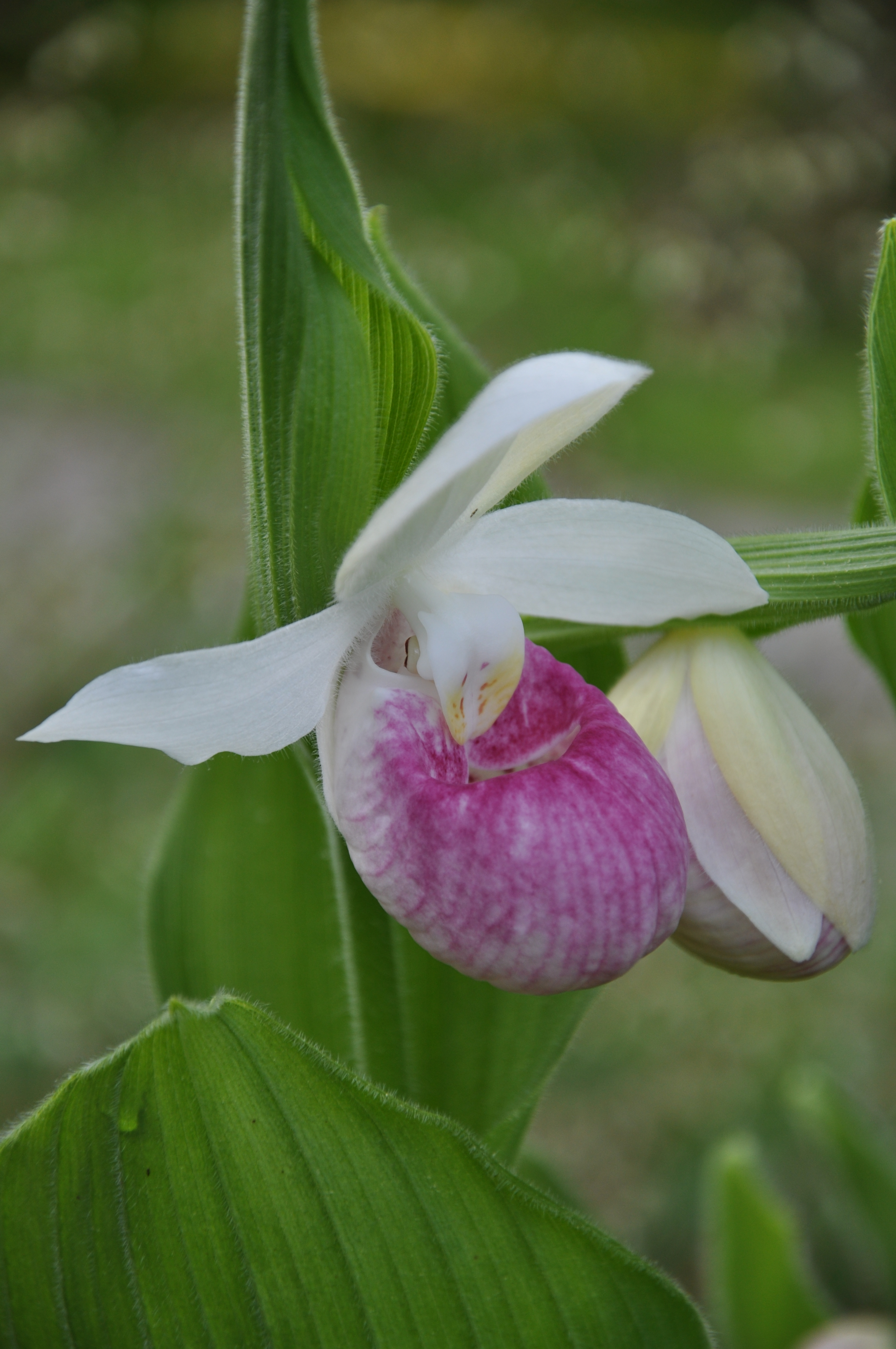
I fiori (Cypripedium reginae)

I fiori sono ermafroditi ed irregolarmente zigomorfi, pentaciclici (perigonio a 2 verticilli di tepali, 2 verticilli di stami (di cui uno con due stami  – essendo l'altro, il verticillo esterno, trasformato in staminodio posto sopra le antere a protezione dello stilo) (le altre tribù delle orchidee hanno un solo stame fertile), 1 verticillo dello stilo).
- Formula fiorale: per queste piante viene indicata la seguente formula fiorale:

P 3+3, [A 1, G (3)]
- Perigonio: il perigonio è composto da 2 verticilli con 3 tepali (o segmenti) ciascuno (3 interni e 3 esterni). I due tepali esterni laterali sono liberi o conniventi (più facilmente). Mentre quello dorsale normalmente è eretto. Dei tepali interni i due laterali sono più o meno simili a quelli esterni, mentre quello centrale (chiamato labello) è notevolmente diverso. Il colore dei tepali è generalmente scuro: bruno, verde scuro, a volte con sfumature a colori diversi, ma può essere anche chiaro.
- Labello: il labello è l'elemento più caratteristico e vistoso di questo fiore. Ha una forma urceolata o saccata (simile ad una pantofola – da qui i vari nome comuni) con i margini ripiegati all'interno e quindi ancora in giù. La colorazione di questo organo è la più varia: giallo con screziature porporine (nella specie italiana), rosa, bianco, celeste sempre il più delle volte con sfumature a colori diversi.
- Ginostemio:  i due stami con le rispettive antere fertili è concresciuto con lo stilo e forma una specie di organo colonnare chiamato "ginostemio"[7]. Questo è posto alla base del labello e piegandosi in avanti sembra voler chiudere l'orifizio del labello. Il polline ha una consistenza gelatinosa; si trova nelle logge delle antere; queste sono fornite di ghiandole vischiose (chiamate retinacoli). I pollinii sono inseriti sui retinacoli tramite delle caudicole.  L'ovario, fusiforme, in posizione infera (e quindi contenuto nel peduncolo) è formato da tre carpelli fusi insieme[8]

### Frutti
Il frutto è una capsula a 6 coste.  Al suo interno sono contenuti numerosi minutissimi semi. Questi semi sono privi di endosperma e gli embrioni contenuti in essi sono poco differenziati in quanto formati da poche cellule. Queste piante vivono in stretta simbiosi con micorrize endotrofiche, questo significa che i semi possono svilupparsi solamente dopo essere infettati dalle spore di funghi micorrizici (infestazione di ife fungine). Questo meccanismo è necessario in quanto i semi da soli hanno poche sostanze di riserva per una germinazione in proprio.

## Riproduzione
La riproduzione di queste piante avviene in due modi: 
- per via sessuata grazie all'impollinazione degli insetti pronubi(in prevalenza Imenotteri del genere Andrena); la germinazione dei semi è tuttavia condizionata dalla presenza di funghi specifici (i semi sono privi di albume – vedi sopra). Inoltre i tempi di sviluppo dal seme sono molto lunghi (più di una decina d'anni). La forma del labello è studiata appositamente per intrappolare l'insetto che dimenandosi alquanto per uscire fuori riceve (o dona) il polline contenuto nel ginostemio posto esattamente sopra all'uscita dell'imboccatura del labello contro il quale è costretto a sfregarsi per uscire. A lungo andare però questo tipo di riproduzione non è funzionale in quanto i vari insetti imparano ad evitare questi fiori privi di nettare.
- per via vegetativa in quanto il rizoma possiede la funzione vegetativa per cui può emettere gemme avventizie capaci di generare nuovi individui. Questo sistema di riproduzione in definitiva ha più successo dell'altro, ma richiede la presenza preventiva della pianta.

## Distribuzione e habitat
Questo genere è considerato cosmopolita in quanto ha una distribuzione abbastanza globale; le sue specie si trovano sia in America che in Eurasia (dall'Europa centrale alla Siberia, Indie orientali e Malaysia) e, recentemente, ne è stata trovata un'unica attestazione in Africa (Algeria). La massima diversità di specie di questo genere si ha nella Cina centro-occidentale (25 specie endemiche); una seconda zona si trova nell'America settentrionale. Sul territorio italiano è presente una sola specie: Cypripedium calceolus L., 1753; mentre nel resto dell'Europa sono presenti altre due specie (C. macranthos Sw. (1800) e C. guttatum Sw. (1800)).
Essendo un genere cosmopolita è difficile definire un habitat comune. Comunque in genere sono piante che preferiscono zone umide e fresche ai margini dei boschi.

## Tassonomia
Le Orchidaceae sono una delle famiglie più vaste della divisione tassonomica delle Angiosperme; comprende 788 generi e più di 18500 specie.
Il Sistema Cronquist assegna la famiglia delle Orchidaceae all'ordine Orchidales mentre la moderna classificazione APG la colloca nel nuovo ordine delle Asparagales. Sempre in base alla classificazione APG sono cambiati anche i livelli superiori (vedi tabella iniziale).
Probabilmente questo genere, la cui caratteristica distintiva è la presenza di due antere e quindi di due stami fertili, fa parte di un gruppo primitivo delle Orchidaceae insieme ad altri pochi generi, il più significativo dei quali è Paphiopedilum. Da un punto di vista tassonomico appartiene alla sezione Diandree ora chiamata sottofamiglia Cypripedioideae; l'altro gruppo, sezione Monandree, ora suddiviso nelle sottofamiglie Orchidoideae, Spiranthoideae e Epidendroideae ha una sola antera (biloculare) fertile e rappresenta la maggioranza delle orchidee. Alcuni botanici elevano, questo gruppo di generi (delle Diandree), a famiglia autonoma (Cypripediaceae), facendo riferimento al carattere distintivo di maggior spicco: quello di avere due stami fertili anziché uno.
La definizione tassonomica e consistenza numerica del genere di questa voce e nel corso del tempo ha subito diverse modifiche. Infatti le specie di alcuni generi di seguito elencati, ora estinti e divenuti sinonimi del genere Cypripedium, sono confluite in questo gruppo: Calceolus Mill. (1754), Criosanthes Raf. (1818) e Fissipes Small (1903). E viceversa diverse specie di questo genere sono passate ad esempio al genere Paphiopedilum Pfitzer (1886).
Il genere Cypripedium è poi suddiviso in sezioni o sottogeneri; questo sia per evidenziare particolari caratteristiche morfologiche di alcuni gruppi specifici all'interno del genere, ma anche per agevolare la classificazione di un così gran numero di specie. L'elenco che segue indica alcune di queste sottodivisioni:
- Sect. Acaulia (Brieger) Hennessy (1989)
- Sect. Barbata Kraenzl.
- Sect. Caudata Kraenzl. (1897)
- Sect. Flabellinervia (Pfitzer) Hennessy ex P.J.Cribb (1997)
- Sect. Irapeana P.J.Cribb (1997)
- Sect. Lorifolia Kraenzl. (1897)
- Sect. Macrantha (Kraenzl.) Eccarius (2009)
- Sect. Obtusiflora (Kraenzl.) Eccarius (2009)
- Sect. Uropedium Kuntze (1903)

### Specie del genere
Il numero di specie di questo genere varia secondo i criteri di classificazione dei vari botanici. Si va dalle 40 - 60 specie fino ad oltre 500-600 specie definite in alcune checklist di origine americana come “IPNI” oppure “Tropicos”.

### Ibridi
Questo genere (come tutti i generi della famiglia delle Orchidacee) si presenta con molti ibridi. Può essere interessante ricordare che le specie di questo genere furono tra le prime ad essere utilizzate per la creazione di ibridi artificiali a metà dell'Ottocento (alla voce Specie di Cypripedium sono elencati alcuni ibridi interspecifici di questo genere).

### Sinonimi
Il genere di questa voce ha avuto nel tempo diverse nomenclature. L'elenco che segue indica alcuni tra i sinonimi più frequenti:
- Calceolus Mill. (1754)
- Criosanthes Raf. (1818)
- Fissipes Small (1903)

### Generi simili
I generi appartenenti allo stesso gruppo tassonomico (sottofamiglia Cypripedioideae) sono quelli più vicini al genere Cypripedium. Differiscono comunque per alcune caratteristiche qui elencate:
- Paphiopedilum Pfitzer (1886): sono piante acauli (praticamente non hanno un fusto ma solo uno scapo fiorale); hanno un apparato radicale molto fitto e intricato; le foglie sono tutte radicali; i due tepali superiori sono fusi insieme e sono posizionati superiormente al labello.
- Phragmipedium Rolfe (1896): sono piante a più fiori (ogni pianta ha più scapi terminanti in infiorescenze di tipo racemoso); in questo caso i due tepali saldati insieme si trovano sotto il labello; inoltre l'ovario è a placentazione assile e gli ovuli si trovano lungo le divisioni delle logge ovariche.
- Selenipedium Rchb.f. (1854): anche in questo genere l'ovario è triloculare (come nei generi precedenti); differisce invece nelle foglie che sono coriacee, conduplicate e nastriformi e nei fiori che sono velocemente caduchi e sono articolati sopra l'ovario.

## Usi

### Farmacia
Le piante di questo genere, specialmente nell'Estremo oriente, hanno una lunga storia d'uso nella medicina risalente a più di 2.500 anni fa. Secondo le varie tradizioni popolari le radici di queste piante hanno proprietà antispasmodiche (attenua gli spasmi muscolari, e rilassa anche il sistema nervoso),  sedative (calma stati nervosi o dolorosi in eccesso),  diaforetiche (agevola la traspirazione cutanea) e toniche (rafforza l'organismo in generale). Sembra che riesca a risolvere gli stati d'ansia, mal di testa, insonnia, tensione nervosa e depressione in generale.

### Giardinaggio
Le orchidee di questo genere sono state le prime ad essere importate in Europa (C. reginae nel 1731, C. parviflorum nel 1759, C. acaule nel 1786 e quindi tutte le altre). Fra i collezionisti e giardinieri (non dimentichiamo che queste piante sono molto sfruttate nel giardinaggio) si usa suddividere il genere in due gruppi (piante temperate e piante tropicali). Ulteriori suddivisioni si hanno in base ai tepali laterali (acuti o ottusi) e altro. Queste suddivisioni comunque non hanno nessuna impostazione botanica scientifica fondata su elementi morfologici o anatomici, ma servono solo per scopi pratici (di seguito sono elencate brevemente alcune specie tra le più interessanti per ogni gruppo):
- piante rustiche: abituate ai climi temperati (quindi specie europee o americane settentrionali):

- piante con almeno tre foglie:

- C. calceolus L. (1753): unica specie presente sul territorio italiano; labello giallo screziato di porpora;
- C. acaule Aiton (1789): originaria del Nord America con labello giallo pallido e fiori molto grandi (16 cm);
- C. macranthos Sw. (1800): originaria della Siberia con labello color porpora-vivo e tepali rosa-carminio;

- piante con più di tre foglie:

- C. reginae Walter (1788): specie nordamericana con foglie urticanti e labello rosa e tepali bianchi;
- C. guttatum Sw. (1800): originaria della fascia Giappone-Alaska, ma presente anche in Europa, con fiore bianco e maculature purpuree;

- piante da serra calda: sono ovviamente le specie tropicali; queste sono tantissime e tutte importate dai vari paesi vicini all'equatore; ne elenchiamo quelle più diffuse:

- C. irapeanum Lex. in P.de La Llave & J.M.de Lexarza (1825) : dal Messico, con un grande labello giallo;
- C. barbatum Lindl. (1841) (sinonimo di Paphiopedilum barbatum (Lindl.) Pfitzer (1888)) : dall'India meridionale e Giava, a foglie reticolate da bande color verde-nerastro, con labello violetto scuro, tepali bianchi o lillacini raggiati di porpora-violetto;
- C. fairrieanum Lindl. (1857) (sinonimo di Paphiopedilum fairrieanum (Lindl.) Stein (1892)) : dal nord dell'India, con labello color verde chiaro soffuso di violetto e tepali bianco-verdastri con striature longitudinali purpuree;
- C. hirsutissimum Lindl. (1857) (sinonimo di Paphiopedilum hirsutissimum (Lindl. ex Hook.) Stein (1892)) : della parte orientale dell'India, a tinta violetto-chiara su fondo verdastro con punteggiature purpuree;
- C. spicerianum Rchb.f. (1880) (sinonimo di Paphiopedilum spicerianum (Rchb.f.) Pfitzer (1888)): dall'Assam, a perigonio bianco striato di porpora e labello color porpora scuro.

## Altre notizie
In alcune aree le piante di questo genere sono protette quindi ne è vietata la raccolta.